# Гріс-ім-Зелльрайн
Гріс-ім-Зелльрайн (нім. Gries im Sellrain) —  громада округу Інсбрук-Ланд у землі Тіроль, Австрія.
Гріс-ім-Зелльрайн лежить на висоті  1187 м над рівнем моря і займає площу  22,62 км². Громада налічує 581 мешканців. 
Густота населення 26/км².  
Громада складається із хуторів, розсипаних на гірських схилах. Двом сільцям у долині часто загрожують повені. Влітку Гріс є відправним пунктом для туристичних походів, взимку - на лижну базу Кютай. 
|                                            |
| Гріс-ім-Зелльрайн на мапі округу та землі. |

 Адреса управління громади: Gries 17, 6182 Gries im Sellrain. 

## Демографія
Історична динаміка населення міста за даними сайту Statistik Austria

## Виноски
1. ↑  Dauersiedlungsraum der Gemeinden Politischen Bezirke und Bundesländer - Gebietsstand 1.1.2018 — Статистичне управління Австрії.
2. ↑  https://www.statistik.at/blickgem/blick1/g70314.pdf
3. ↑  www.gries-im-sellrain.tirol.gv.at. Архів оригіналу за 11 квітня 2022. Процитовано 12 червня 2022.
4. ↑  Gemeindedaten von Gries im Sellrain. Архів оригіналу за 29 вересня 2007. Процитовано 16 липня 2013.

| Австрія | Це незавершена стаття з географії Австрії. Ви можете допомогти проєкту, виправивши або дописавши її. |